# Paweł Antonowicz
Paweł Wiktor Antonowicz (ur. 18 lutego 1979 w Gdyni) – polski ekonomista, dr hab. nauk ekonomicznych, profesor uczelni oraz prorektor Uniwersytetu Gdańskiego. Współwłaściciel Szkoły Sztuk Walk "Sanbao". Instruktor III stopnia (VIII stopień klasy Shaolin) w systemie Shaolin Kung Fu w stylach Długiej Pięści i Białego Żurawia

## Życiorys
28 września 2006 obronił pracę doktorską Systemy wczesnego ostrzegania w prognozowaniu upadłości przedsiębiorstw, 23 czerwca 2016 habilitował się na podstawie pracy zatytułowanej Bankructwa i upadłości przedsiębiorstw. Teoria – praktyka gospodarcza – studia regionalne. Został zatrudniony na stanowisku profesora uczelni i kierownika Katedry Ekonomiki Przedsiębiorstw (później przemianowanej na Katedrę Strategicznego Rozwoju) na Wydziale Zarządzania Uniwersytetu Gdańskiego, funkcję tę pełnił do 2024.
Na macierzystym wydziale wcielał się także m.in. w rolę:
- Kierownika Praktyk Zawodowych (2009–2024)
- Przewodniczącego Rady Dyscypliny Nauk o Zarządzaniu i Jakości (kadencje 2016–2024)
- Prodziekana ds. Nauki i Studiów Niestacjonarnych (kadencja 2016–2020)
- Prodziekana ds. Nauki (kadencja 2020–2024)

Członek Rady i Komisji Rekrutacyjnych do Szkoły Doktorskiej Nauk Humanistycznych i Społecznych UG (2020–2024) oraz Kolegium Redakcyjnego Wydawnictwa Uniwersytetu Gdańskiego (2020–2024). Kierownik Komisji ds. Strategicznego Rozwoju i Modelowania Procesów w UG
W maju 2024 został powołany na stanowisko prorektora ds. rozwoju i finansów UG.